# Viesturs Bērziņš
Viesturs Bērziņš (* 9. April 1974 in Riga) ist ein ehemaliger lettischer Bahnradsportler und Europameister.
Viesturs Bērziņš war – neben Ainārs Ķiksis – Ende der 1990er und zu Beginn der 2000er Jahre der erfolgreichste lettische Bahnradsportler. 1998 wurde Bērziņš Europameister im Omnium Sprint, 2001 in Brünn und 2002 in Büttgen wurde er jeweils Dritter. Zuvor hatte er diesen Titel im klassischen Bahnsprint 1996 gewonnen. Auch konnte er sich bei UCI-Bahn-Weltmeisterschaften zweimal unter den ersten Zehn im Keirin platzieren. 1997 gewann er den Großen Preis von Deutschland.
Zweimal, 1996 und 2000, nahm Bērziņš an Olympischen Spielen teil. 1996 startete er im Sprint, auch 2000 trat er im Sprint an. 2000 in Sydney belegte er gemeinsam mit Ainārs Ķiksis und Ivo Lakučs den achten Platz im Teamsprint.